# Nei Lopes
Nei Braz Lopes (ou simplement Nei Lopes), né le 9 mai 1942 à Rio de Janeiro, est un compositeur, chanteur, écrivain et spécialiste des cultures africaines, sur son continent d'origine et dans la diaspora africaine.
Il se fait un nom en tant que chanteur de samba, principalement grâce à son partenariat avec Wilson Moreira.

## Biographie
Nei Braz Lopes né le 9 mai 1942 dans le quartier Irajá, dans la banlieue de Rio de Janeiro, est le fils d'Eurídice et de Luiz Braz Lopes.
Il est diplômé de la Faculté nationale de droit de l'ancienne Université du Brésil en 1966, actuellement UFRJ.
Lié aux écoles de samba Acadêmicos do Salgueiro (en tant que compositeur et membre de la Velha-Guarda) et Vila Isabel (en tant que leader), il entretient aujourd'hui avec elles des liens purement affectifs.
Compositeur professionnel à partir de 1972, il s'efforce à partir des années 90 de briser les frontières discriminatoires qui séparent la samba de ce que l'on appelle la MPB, en partenariat avec des musiciens tels que le maestro Moacir Santos, Ivan Lins, Zé Renato, Fátima Guedes, Marco Mattoli (Clube do Balanço) et Ed Motta.
Écrivain publié à partir de 1981, il produit depuis lors, outre des nouvelles, des romans et de la poésie, un vaste corpus d'études africaines, éminemment pédagogique, centré sur des ouvrages de référence tels que des dictionnaires et une encyclopédie.

### Carrière
Il publie un vaste corpus de travaux axés sur des thèmes africains et d'origines africaines. Il publie notamment les ouvrages suivants : A lua triste descamba (romance, Pallas, 2012); Dicionário da hinterlândia carioca (Pallas, 2012); Esta árvore dourada que supomos (romance, Babel Editora, 2011); Dicionário da Antiguidade Africana (Civilização Brasileira, 2011); Enciclopédia Brasileira da Diáspora Africana (Selo Negro, 4ª.ed., 2011); Oiobomé, a Epopéia de Uma Nação (romance, AGIR, 2010); História e Cultura Africana e Afro-brasileira (Barsa-Planeta, Prêmio Jabuti, paradidático, 2009); Mandingas da Mulata Velha na Cidade Nova (romance, Língua Geral, 2009); Vinte contos e uns trocados (Record, 2006); Novo Dicionário Banto do Brasil (Pallas, 2003 [2012]); Partido-alto, samba de bamba (Pallas, 2005).
Également conférencier, il donne en mai 2010 une conférence à l'Académie brésilienne des lettres (ABL) intitulée « O negro na literatura brasileira : autor e personagem »  , publiée dans le n° 66 (janvier-mars 2011) de la Revista Brasileira de l'ABL ; et en septembre 2011, il participe à la Biennale du livre de Rio de Janeiro, dans la section "Café Literário", en conversation avec l'écrivain angolais Pepetela, une performance qu'il réitère en 2012 à Tarrafa Literária, à Santos, en compagnie du romancier José Eduardo Agualusa, également originaire d'Angola.
En 2001, son Dicionário Banto do Brasil (1re version, 1996) subventionne le répertoire des bantuismes inclus dans le Dicionário Houaiss da Língua Portuguesa (pt) (Rio, Ed.Objetiva), qui comprend plusieurs centaines d'hypothèses étymologiques soulevées par ses recherches et auxquelles il est fait référence dans le corps de l'ouvrage. La même année, il participe au projet musical "Ouro Negro", en l'honneur de l'illustre maestro Moacir Santos, en écrivant les paroles de cinq de ses thèmes, dans des chansons enregistrées respectivement par les chanteurs Gilberto Gil (Disque 2, piste 4. Maracatu, Nação do Amor (April Child)), Milton Nascimento (Disque 1, piste 4. Coisa Nº 8 - Navegação (Make Mine Blue)), Djavan (Disque 1, piste 8. Sou Eu (Luanne), João Bosco (disque 2, piste 8. Oduduá (What's My Name)) et Ed Motta (disque 1, titre 13. Orfeu (Quiet Carnival)). En 2005, son CD "Partido ao cubo" (Fina Flor), produit par Ruy Quaresma, est élu meilleur disque de samba aux Prêmio da Música Brasileira (pt). La même année, la maison d'édition Pallas Editora de Rio de Janeiro publie le livre O samba do Irajá e de outros subúrbios : um estudo da obra de Nei Lopes, résultat d'une thèse de maîtrise soutenue par l'anthropologue Cosme Elias à l'UERJ ; et en 2009, la maison d'édition Selo Negro de São Paulo inaugure la collection Retratos do Brasil Negro, avec la publication de la biographie de Nei Lopes, rédigée par le journaliste Oswaldo Faustino.
Début 2012, Nei Lopes enregistre une déclaration sur sa carrière pour la postérité au Museu da Imagem e do Som (Rio de Janeiro) (pt), MIS-RJ ; et en novembre, il reçoit un doctorat honorifique de l'Universidade Federal Rural do Rio de Janeiro (pt). Auparavant, pour son travail d'intellectuel et d'artiste, Nei Lopes a reçu en 1998 la médaille Pedro Ernesto du conseil municipal de Rio de Janeiro ; en novembre 2005, il a été décoré de l'ordre du mérite culturel par le gouvernement brésilien, au rang de commandeur ; en juin 2006, il a fait l'objet d'un article dans le magazine O Globo (nº.100, 25.06.06) dans l'article 100 Brésiliens brillants ; et le 24 janvier 2007, une photo artistique de lui-même a été publiée dans la section Retratos Capitais du magazine Carta Capital, avec la légende suivante : « En musique et en paroles, la voix de la samba et de la conscience noire ». En novembre 2007, Nei Lopes a reçu la médaille Tiradentes de l'assemblée législative de l'État de Rio de Janeiro et, en 2009, il a été élu « homme d'idées » de l'année par le supplément Idéias du Jornal do Brasil. En outre, Nei a été honoré par les conseils municipaux de Niterói, RJ; Seropédica, RJ; e Belo Horizonte, MG.
En 2012, il reçoit le titre de docteur honoris causa de la congrégation de l'Universidade Federal Rural do Rio de Janeiro et la médaille de l'Ordre de Rio Branco du ministère des Affaires étrangères ; en 2014, il publie également le livre Contos e crônicas (Ed. Objetiva, collection "Para ler na escola" - composée de livres de Carlos Heitor Cony, Ignácio de Loyola Brandão, João Cabral, João Ubaldo, Joel Rufino, Heloísa Seixas, Moacyr Scliar, Ruy Castro, entre autres) ; et l'année suivante, il publie le roman Rio Negro 50 (Ed. Record). En 2016, il publie Dicionário da História Social do Samba (Ed. Civilização Brasileira), coécrit avec Luiz Antonio Simas, qui remporte le prix Jabuti dans la catégorie non-fiction et est élu « livre de l'année » dans cette même catégorie. La même année, le journal O Globo lui décerne le prix "Faz Diferença - prose" pour sa littérature. Pour la saison théâtrale de l'année précédente, il a également remporté le prix Shell de Teatro, le trophée Bibi Ferreira et le Prix de l'Association des producteurs de théâtre de Rio de Janeiro, pour l'ensemble des chansons de la comédie musicale "Bilac vê estrelas", de Heloisa Seixas et Júlia Romeu. Au cours du premier semestre 2017, Nei Lopes publie Dicionário de História da África : séculos VII-XVI (Autêntica Editora), coécrit avec José Rivair de Macedo ; et Nas águas desta baía há muito tempo - contos da Guanabara (Ed. Record), prévu en septembre.
En 2021, son album Nei Lopes, Projeto Coisa Fina e Guga Stroeter no Pagode Black Tie, en partenariat avec Projeto Coisa Fina et Guga Stroeter, est nommé pour le Latin Grammy du meilleur album de samba/pagode.

## Discographie
- 1975 - Tem Gente Bamba Na Roda de Samba (Continental)
- 1981 - A Arte Negra de Wilson Moreira e Nei Lopes (EMI/Odeon)
- 1983 - Negro Mesmo (Lira/Continental)
- 1985 - O Partido Muito Alto de Wilson Moreira e Nei Lopes (EMI/Odeon)
- 1996 - Zumbi 300 Anos - Canto Banto (Saci)
- 1999 - Sincopando o Breque (CPC/Umes)
- 2000 - De Letra & Música (Velas)
- 2003 - Celebração: Nei Lopes 60 Anos (Carioca Discos)
- 2004 - Partido ao Cubo (Fina Flor)
- 2005 - Estava Faltando Você (Nilze Carvalho - Fina Flor) (participação)
- 2009 - Chutando o Balde (Fina Flor)
- 2012 - Baú da Dona Ivone (participação)

## Publications
- (pt) Afro-Brasil reluzente : 100 personalidades notáveis do século XX, 2019 (ISBN 978-85-209-4482-0)
- (pt) Agora serve o coração, 2019 (ISBN 978-85-209-2818-9)
- (pt) O preto que falava iídiche, 2018 (ISBN 978-85-01-11325-2)
- (pt) Dicionário da História Social do Samba, 2015 (ISBN 9788520012581)
- (pt) Dicionário da Hinterlândia Carioca, 2012 (ISBN 978-85-347-0476-2)
- (pt) Dicionário da Antiguidade Africana, 2011 (ISBN 978-85-200-1053-2)
- (pt) Mandingas da mulata velha na cidade nova, 2009 (ISBN 978-85-60160-46-4)
- (pt) Historia e Cultura Africana e Afro Brasileira, 2008
- (pt) O Racismo explicado aos meus filhos, 2007
- (pt) Kitábu, o livro do saber e do espírito negro-africanos, 2005 (ISBN 85-87864-79-3)
- (pt) Partido-alto, samba de bamba, 2005 (ISBN 85-347-0379-5)
- (pt) Enciclopédia Brasileira da Diáspora Africana (pt), 2004 (ISBN 85-87478-21-4)
- (pt) Sambeabá: o samba que não se aprende na escola, 2003 (ISBN 85-87220-65-9)
- (pt) Logunedé: santo menino que velho respeita, 2002 (ISBN 85-347-0339-6)
- (pt) Guimbaustrilho e outros mistérios suburbanos, 2001
- (pt) Zé Kéti: o samba sem senhor, 2000 (ISBN 85-7316-223-6)
- (pt) Novo Dicionário Banto do Brasil, 1999 (ISBN 85-347-0348-5)
- (pt) 171-Lapa-Irajá: casos e enredos do samba, 1999 (ISBN 85-87199-03-X)
- (pt) Incursões sobre a pele: poemas, 1996 (ISBN 85-86039-02-0)
- (pt) O negro no Rio de Janeiro e sua tradição musical, 1992 (ISBN 85-347-0144-X)

## Prix et distinctions
- Docteur Honoris causa de l'Université fédérale du Rio Grande do Sul (UFRGS)[3].
- Docteur Honoris causa de l'Universidade Federal Rural do Rio de Janeiro (pt) (UFRRJ).
- Docteur Honoris causa de Universidade Federal do Rio de Janeiro (UFRJ)[4].
- Docteur Honoris causa de Universidade do Estado do Rio de Janeiro (UERJ)[5].
- Médaille de l'Ordre de Rio Branco.